# L'Inventeur de la poudre
L'Inventeur de la poudre est une comédie-vaudeville en 1 acte d'Eugène Labiche, représentée pour la 1re fois à Paris au Théâtre du Palais-Royal le 17 juin 1846.
- Collaborateurs Auguste Lefranc et Eugène Nyon.

## Distribution
| Acteurs et actrices ayant créé les rôles |                   |
| Personnage                               | Acteur ou actrice |
| Le prince de Piombino                    | Sainville         |
| Formoso, perruquier                      | Ravel             |
| Tagliarini, maître du palais             | M. Rousset        |
| La Duchesse de Norino, favorite          | Mme Lambert       |
| Floretta, fiancée de Formoso             | Aline Duval       |